# Rastrelliger
Rastrelliger é um género de peixes perciformes da família Scombridae. Todas as espécies que integram este género são endémicas do Indo-Pacífico tropical e subtropical, mas Rastrelliger kanagurta está presente, embora sendo rara, no Mar Mediterrâneo oriental devido à migração lessepsiana a partir do Mar Vermelho.

## Espécies
O género Rastrelliger inclui as seguintes espécies:
- Rastrelliger brachysoma
- Rastrelliger faughni
- Rastrelliger kanagurta